# TT Circuit Assen
TT Circuit Assen – tor wyścigowy znajdujący się w mieście Assen w Holandii.

## Początki wyścigów w Assen
Pierwszy wyścig samochodowy w Assen odbył się w 1925. Trasa toru prowadziła wówczas przez wsie Borger, Schoonloo i Grolloo i miała długość 17,75 km. Nawierzchnią tego toru była droga z cegieł.
W późniejszych latach wyścigi prowadziły przez miejscowości De Haar, Barteldbocht (w pobliżu Assen), Oude Tol, Hooghalen, Laaghalen i Laaghalerveen.

## Obecny tor
Tor został zbudowany w 1955. Miał wtedy długość 7,705 km.
W 2006 tor gruntownie został przebudowany i obecnie ma długość 4,545 km. Jest mieszanką super-szybkich i wolnych zakrętów.
21 września 2009 po apelacji organizacji A1GP ogłoszono, że zostanie zbudowana nowa szykana. Jednak A1GP nie wystartowało w sezonie 2009/2010, w związku z czym Superleague Formula zastąpiła A1GP na tym torze.
Obecnie odbywa się tutaj co roku Motocyklowe Tourist Trophy Holandii.